# 趙祥誠
趙祥誠（英語：Benny “Ben” Chiu Cheung Shing，1997年4月19日—），人稱「折骨Ben」，香港折骨舞及街舞舞蹈員，在2020年參加《全民造星III》後正式以全方位藝人為目標加入演藝界。Ben 曾為《這！就是街舞第二季》以折骨舞表演入選成為吳建豪隊隊員。隨後趙祥誠參加《第六季中国达人秀》表演折骨舞，獲得評判金星、楊冪、沈騰三票通過。 趙祥誠參與《全民造星III》，取得冠軍。 2024年，Ben以獨立歌手身份推出自己作曲、填詞和監製之歌曲《Young Freak》。

## 簡介
趙祥誠出生於1997年4月19日，在家中排名第二，趙有一姐一妹二弟及寵物金毛尋回犬趙哈哈。妹妹是無綫電視選秀節目《聲夢傳奇2》的參賽者趙頌宜（Maggie），姐姐是香港城市畫家趙綺婷（Elaine）。

### 《全民造星III》參賽過程
- 前哨戰：趙祥誠為第74位出場的參賽者，表演折骨舞《Deadpool》，最後以3盞藍燈進入林二汶組別（Team A）。
- 50強：趙祥誠為A2組成員，全組自選項目表演《What You Talking About》。隨後的指定跳舞對決項目是《Escalate》（以Tsar B的 《Escalate》改編）。綜合兩個項目的表現，A2組最後以5盞紅燈勝出，趙祥誠成功晉身40強。
- 40強：趙祥誠為A4組成員，全組指定項目為《好人》。隨後自選項目環節為A4組的《想念》，全組最後以3盞紅燈勝出。由於經過四論對決後，A、B組打成平手，需要額外加一場終極生死戰。終極項目為A組全部隊員演出的《還未夠遠》。A組最後以1盞紅燈落敗，趙祥誠最終成功晉身30強。
- 30強：第2輪對決，由趙祥誠與其他A4組成員演出的《曹操與木蘭》，最後以4盞紅燈勝出。第3輪對決，由趙祥誠與其餘A組成員演出《我們》，最後以3盞紅燈勝出。最後一輪對決，由趙祥誠與其餘A組成員演出的《True Colors》，最後以4盞紅燈勝出，趙祥誠成功晉身20強。

- 20強：趙祥誠表演跳舞項目《恐怖片》以4盞藍燈勝出，成功晉身10強。
- 總決賽：趙祥誠的第一回合以唱歌項目《想自由》出戰，第二回合則以跳舞項目《恐怖片2.0》出戰。綜合兩回合的自選項目加上跳舞對決環節，在評判評審方面排第三，得到8分；在觀眾投票方面排第二，得到9分，最終成績為17分，連同亞軍陳葦璇及季軍陳毅燊同分。由於趙祥誠的觀眾投票票數最高，因此趙祥誠成為了《全民造星III》的冠軍。

### 個人生活
趙祥誠與家人關係融洽，自覺跳舞天份遺傳了媽媽的基因。他形容自己以前是「宅男」，喜歡玩遊戲機，並不擅於溝通，而他多數以跳舞的方式表達自己。 Ben 最喜歡的新年食品是利是糖。

## 音樂作品

### 單曲
| 推出日期 | 曲目           | 作曲   | 填詞             | 編曲               | 監製               | 備註             |
| 2022年   |                |        |                  |                    |                    |                  |
| 7月5日   | 粉身碎骨       | 劉卓軒 | Zooman           | 劉卓軒／JNYBeatz   | 舒文               |                  |
| 9月6日   | 我在每個宇宙都 | Y.Siu  | 雷暐樂           | Y.Siu／Edward Chan | Edward Chan／Y.Siu | Featuring 黃淑蔓 |
| 2024年   |                |        |                  |                    |                    |                  |
| 11月15日 | Young Freak    | 趙祥誠 | 趙祥誠／Le Shing | Issac Towner       | 趙祥誠             |                  |

### 派台歌曲成績
| 派台歌曲成績（五台） | 派台歌曲成績（五台） | 派台歌曲成績（五台） | 派台歌曲成績（五台） | 派台歌曲成績（五台） | 派台歌曲成績（五台） | 派台歌曲成績（五台） | 派台歌曲成績（五台）                         |      |
| -------------------- | -------------------- | -------------------- | -------------------- | -------------------- | -------------------- | -------------------- | -------------------------------------------- | ---- |
| 唱片                 | 歌曲                 | 903                  | RTHK                 | 997                  | TVB                  | ViuTV                | 備註                                         | 備註 |
| 2022年               |                      |                      |                      |                      |                      |                      |                                              |      |
|                      | 粉身碎骨             | 13                   | 3                    | 5                    | -                    | -                    | 首支派台作品 加拿大至 HIT 中文歌曲排行榜：18 |      |
|                      | 我在每個宇宙都       | -                    | 3                    | 17                   | -                    | -                    | Featuring 黃淑蔓                             |      |
| 2024年               |                      |                      |                      |                      |                      |                      |                                              |      |
|                      | Young Freak（英）    | -                    | -                    | -                    | -                    | -                    |                                              |      |

| 903 | RTHK | 997 | TVB | ViuTV | 備註              |
| 0   | 0    | 0   | 0   | 0     | 五台冠軍歌總數：0 |

- （*）仍在榜上
- （-）未能上榜
- （×）沒有派往該台

## 電視節目

### 綜藝節目（ViuTV）
| 年份 | 節目名稱    | 備註 |
| 2020 | 全民造星III | 冠軍 |

### 電台節目
| 日期(YYYY-MM-DD) | 電台名稱       | 節目名稱   | 備註     |
| 8-21             | 新城財經台     | 體藝文情   | 受訪嘉賓 |
| 2021-01-29       | 商業電台       | 1圈圈      | 受訪嘉賓 |
| 2021-03-26       | 香港電台第五台 | 舞台進行式 | 受訪嘉賓 |

### 舞台劇
| 年份 | 劇團名稱   | 劇目名稱     | 角色         |
| 2021 | 風車草劇團 | 通菜街喪屍戰 | 祥仔（喪屍） |

### 出任演唱會嘉賓
| 日期                | 歌手   | 演唱會                      | 場地           | 表演項目 |
| 2021年3月27日及28日 | 林二汶 | The Beginning of Faith Live | 紅磡香港體育館 | 與二汶合唱《People Like Us》和《超友誼》Solo折骨舞 （页面存档备份，存于）、多首歌的伴舞及《戲院禮儀歌》玩小結他 |

## 廣告
| 年份 | 廣告商            | 類型                                                            |
| 2020 | NOW TV            | 網絡廣告                                                        |
| 2020 | Adidas            | 平面廣告                                                        |
| 2021 | New Balance       | 網絡廣告 （页面存档备份，存于）                                 |
| 2021 | Olay              | 平面廣告                                                        |
| 2021 | 雀巢KitKat        | 電視廣告 （页面存档备份，存于）                                 |
| 2021 | 花旗銀行          | 網絡廣告 （页面存档备份，存于） 平面廣告 （页面存档备份，存于） |
| 2021 | Acuvue            | 平面廣告 （页面存档备份，存于）                                 |
| 2021 | Crabtree & Evelyn | 平面廣告 （页面存档备份，存于）                                 |
| 2021 | 譚仔三哥米線      | 雜誌廣告 （页面存档备份，存于）                                 |
| 2021 | 智遊網            | 網絡廣告                                                        |
| 2021 | La Roche-Posay    | 網絡廣告 （页面存档备份，存于）                                 |
| 2021 | Daniel Wellington | 網絡廣告 （页面存档备份，存于）                                 |
| 2021 | 保柏 (亞洲)       | 網絡廣告 （页面存档备份，存于）                                 |

## 慈善公益大使／活動
| 年份 | 機構       | 內容                                                |
| ---- | ---------- | --------------------------------------------------- |
| 2021 | 香港復康會 | 「畫出新生命」慈善義賣暨畫展 （页面存档备份，存于） |

## 外部連結
- 趙祥誠的Instagram帳戶
- 趙祥誠的Facebook專頁
- 官方网站